# Gare de Lappeenranta
La gare de Lappeenranta (en finnois : Lappeenrannan rautatieasema) est une gare ferroviaire de la ligne de Kouvola à Joensuu. Elle est située dans le quartier de Reijola à Lappeenranta en Finlande.

## Histoire
En 2008, la gare a accueilli  379 000 voyageurs.